# كونغرس الاتحاد
كونغرس الاتحاد (رسمياً Congreso General de los Estados Unidos Mexicanos) هو السلطة التشريعية للحكومة المكسيكية.

## التكوين
الكونغرس المكسيكي عبارة عن برلمان من مجلسين، يتكون من مجلس الشيوخ ومجلس النواب. هيكلية ومسؤوليات الكونغرس محددتان في المواد 50 حتى 70 من الفصل الثاني من الباب الثالث من دستور عام 1917.
يتكون مجلس الشيوخ من 128 مقعداً، يتم انتخاب 96 من الأعضاء بالاقتراع الشعبي المباشر لمدة ست سنوات؛ ويتم تخصيص 32 مقعداً على أساس التمثيل النسبي.
مجلس العموم هو مجلس النواب ويتكون من 500 مقعداً. يتم انتخاب 300 عضو بالاقتراع الشعبي لمدة ثلاث سنوات، ويتم تخصيص المقاعد الـ200 الباقية وفقاً للتمثيل النسبي.

## الانتخابات
كونغرس الاتحاد هو برلمان من مجلسين. مجلس النواب يتكون من 500 عضو يُنتَخَب 300 منهم في دوائر انتخابية لكلٍ منها مقعد واحد لمدة ثلاث سنوات، أما الـ200 مقعد الباقية فينتخبون حسب التمثيل النسبي في 5 ولايات، كل منها تضم عدة دوائر انتخابية حصة كل منها 40 مقعداً. تُوزّع المقاعد الـ200 بشكل عام دون مراعاة مقاعد التعددية (التصويت الموازي)، لكن منذ عام 1996 لا يمكن لأي حزب الحصول على مقاعد تزيد عن 8% من النتيجة التي حصل عليها في المقاعد العامة (يجب على الحزب الفوز بـ42% من الأصوات للحصول على أغلبية شاملة).
ثمة استثناءان لهذه القاعدة. يمكن أن يفقد الحزب مقاعد الانتخاب العام فقط بناءً على هذه القاعدة (وليس مقاعد التعددية). كما أن الحزب لا يمكنه الحصول على أكثر من 300 مقعد بالإجمال (حتى لو حصل على 52% من الأصوات في الانتخابات العامة).
يضمّ مجلس الشيوخ المكسيكي 128 عضواً ينتخبون لفترة من 6 سنوات، 96 منهم ينتخبون في دوائر انتخابية لكل منها 3 مقاعد، و32 ينتخبون حسب التمثيل النسبي على أساس وطني شامل. في الدوائر الانتخابية التابعة للولايات، يمنح مقعدان للدائرة التي تفوز بالتعددية ويمنح مقعد للوصيف الأول.

## اللجنة الدائمة
تتكون اللجنة الدائمة من 19 نائباً و18 عضواً من أعضاء مجلس الشيوخ، ومسؤوليتها القيام بمهام الكونغرس عندما يكون في عطلة برلمانية.

## المدة
من التقليدي الإشارة إلى السلطة التشريعية باستخدام الأرقام الرومانية للتعبير عن الفترة. وعليه فإن الكونغرس الحالي والذي تمتد فترته من 2015 حتى 2018 يعرف باسم "كونغرس التشريع المكسيكي LXIII(الثامن والستون)، وهكذا.
أما الكونغرس التشريعي الأول I فتشكّل بعد دستور عام 1857.
في بدايات القرن العشرين، عمّم الزعيم الثوري فرانسيسكو ماديرو شعار Sufragio Efectivo – no Reelección أي اقتراع فعلي لا إعادة انتخاب). تماشياً مع هذا المبدأ نصّ الدستور المكسيكي لعام 1917 على أنه «لا يمكن إعادة انتخاب النواب وأعضاء مجلس الشيوخ لفترة تالية، وبقي هذا حتى عام 2014.»

### إعادة انتخابه
في 10 شباط (فبراير) 2014، تم تعديل الدستور المكسيكي للسماح بإعادة انتخاب الهيئات التشريعية للمرة الأولى. بدءاً من الانتخابات العامة المكسيكية 2018، سيسمح للنواب والشيوخ بإجراء إعادة الانتخاب.
يسمح لأعضاء مجلس النواب أن يخدموا أربع فترات مدة كلٍ منها ثلاث سنوات، في حين يجوز لأعضاء مجلس الشيوخ أن يخدموا فترتين مدة كل منهما ست سنوات؛ في المجمل، سيُتاح لأعضاء المجلسين البقاء في المنصب لمدة 12 عاماً.

## وصلات خارجية
- مجلس النواب المكسيكي
- مجلس الشيوخ